# Bolorejo
Bolorejo is een bestuurslaag in het regentschap Tulungagung van de provincie Oost-Java, Indonesië. Bolorejo telt 5637 inwoners (volkstelling 2010).